# C/1861 J1
C/1861 J1, eller Tebbutts komet, också benämnd 1861 års stora komet, var en av de mest framträdande kometerna under 1800-talet, synligt för blotta ögat ungefär i tre månader.

## Upptäckt
Kometen upptäcktes av den australiska astronomen John Tebbutt den 13 maj 1861, när den hade en visuell magnitud av +4, dvs. väl synlig för blotta ögat. Den befann sig då en månad före sitt perihelium, den 12 juni 1861. På norra halvklotet blev den inte synlig förrän den 29 juni. Den passerade detta datum 11,5 grader från solen.
Dagen efter, den 30 juni passerade den som närmast Jorden, på ett avstånd av 0,1326 AU. Den beräknades då vara av någonstans mellan magnitud 0 och -2, dvs. i ljusstyrka mellan Vega och Sirius. Kometsvansen hade en utsträckning av mer än 90 grader. Under en kortare period kunde kometen till och med kasta skuggor under natten.
Den blev då synlig från norra halvklotet medan den rörde sig genom Kuskens stjärnbild. Eftersom den var så pass ljusstark var den synlig även långt norrut på den ljusa natthimlen. 
Under den 30 juni och 1 juli var Jorden insvept i kometens svans och det gick att se hur material rörde sig kring kometkärnan.
Kometen var synlig för blotta ögat fram till i mitten av augusti och för amatörastronomer med teleskop gick den att följa till i maj 1862, när den befann sig i stjärnbilden Cepheus omkring 10 grader söder om Polstjärnan. 

## Teorier om kometen
De banelement som räknades fram tyder på en omloppstid av ungefär 400 år. 1995 föreslog de japanska astronomerna Ichiro Hasegawa och Syuichi Nakano att C/1861 J1 skulle kunna vara identisk med C/1500 H1, som var en ganska svag komet. Om detta stämmer kan skillnaden förklaras med att jorden 1861 befann sig i ett särdeles gynnsamt läge för att kometen skulle ställa till med skådespel.